# Volvo B10B
Volvo B10B är ett busschassi med bakmonterad, liggande motor (med topplocken till vänster, och kylaren monterad antingen framför vänstra bakre hjulhuset eller bakom det högra, bredvid motorn) och högt golv tillverkat av Volvo mellan 1992 och 2001. Det tillverkades liksom B10R parallellt med Volvo B10M-chassit med mittmotor. B10B finns även med lågentré (inga trappsteg innanför de främre dörrarna) och kallas då B10BLE. B10B finns endast som vanlig buss med två axlar. De flesta bussbolag har valt Volvo B10M-chassit som även kunde fås med tre axlar eller i ledat utförande. B10B är dock tack vare sin motorplacering tystare i de främre delarna, alltså både för passagerarna och föraren. Både stadsbussar och landsvägsbussar kunde byggas på B10B-chassi. B10B gick ur produktion under 2001 och avlöstes då av Volvo B12B och Volvo B7R.